# 紐西蘭鵪鶉
紐西蘭鵪鶉（学名：Coturnix novaezelandiae）是自1875年就已滅絕的鵪鶉。雄鶉與雌鶉相似，但雌鶉較淺色。紐西蘭鵪鶉最初是由約瑟夫·班克斯在跟隨詹姆斯·庫克第一次旅程中描述的。第一個標本是由让·勒内·康斯特·盖伊及約瑟夫·保羅·蓋馬爾在跟隨儒勒·迪蒙·迪維爾的旅程中，於1827年所採集的。紐西蘭鵪鶉有時被認為與澳洲鵪鶉是同一物種。
梅西大學的研究發現在蒂利蒂利馬唐伊島的鵪鶉並非紐西蘭鵪鶉的餘種，更不是紐西蘭鵪鶉及褐鵪鶉的混種。研究亦發現紐西蘭鵪鶉與澳洲鵪鶉有親密的系統發生學關係，但明顯是獨立的物種。

## 外部連結
- 紐西蘭鵪鶉的立體圖